# فدراسیون شوتوکان کاراته ارمنستان
فدراسیون جمهوری ارمنستان (ارمنی: Հայաստանի շոտոկան կարատեի ֆեդերացիա) که با نام فدراسیون ارمنستان نیز شناخته می‌شود، نهاد تنظیم‌کننده ورزش شوتوکان در ارمنستان می‌باشد که توسط کمیته المپیک ارمنستان اداره می‌شود و مقر آن در شهر ایروان واقع شده است.

## تاریخچه
این فدراسیون در سال میلادی تأسیس شد و ریاست فعلی آن را گریگور میخائلیان برعهده دارد. این فدراسیون عضو کامل فدراسیون بین‌المللی شوتوکان کاراته و World Traditional Okinawa Karate-Do Federatio می‌باشد.
شوتوکان کاران ارمنستانی در مسابقات قهرمانی در سطوح مختلف اروپایی و بین‌المللی از جمله در مسابقات قهرمانی جهان شرکت می‌کنند.